# Гулиев, Агабала Гаджигулу оглы
Гулиев, Агабала Гаджигулу оглы (азерб. Ağabala Hacıqulu oğlu Quliyev, 1862, Кешля, Бакинская губерния — неизвестно) — бакинский меценат и благотворитель.

## Биография
Агабала Гулиев родился в 1862 году в бедной бакинской семье, в посёлке Кешля. С детства он зарабатывал деньги, продавая кутабы и таким образом помогал отцу кормить семью. Чуть позже, повзрослев стал заниматься торговлей муки и зерна, а спустя некоторое время выстроил мельницу. Позже его прозвали "королём мельниц".
Стал одним из учредителей Мусульманского благотворительного общества, организованного в 1905 году. Он также учредил общество по строительству Баку-Батумского нефтепровода.
Был владельцем одного из самых знаменитых зданий города, в котором ныне располагается Союз архитекторов Азербайджана. Здание было построено в 1899 году. Архитектор здания Е. Я. Скибинский. Интерьер особняка создал художник Дуров.

### Семья
Был женат, имел трёх дочерей и одного сына.

## Внешние ссылки
- Особняк Ага Балы Гулиева на фильме с дрона.